# 癸酸
癸酸是一种含有十个碳原子的直链羧酸，结构式CH3(CH2)8COOH。

## 性质
常温下为白色具难闻气味的结晶。不溶于水，溶于稀硝酸和多数有机溶剂中。

## 制备
癸酸为月桂油、椰子油或山苍子油水解制取月桂酸时的副产物，其收率约为月桂酸的30％。

## 用途
用于制取癸酸酯类产品，后者用于增塑剂、香料、食品添加剂和湿润剂等用途。